# Pure Air
Albums de Agua de Annique
Air
(2007) In Your Room
(2009)
Pure Air est le deuxième album musical du groupe Agua de Annique (sous le nom Anneke van Giersbergen with Agua de Annique). Il est sorti en 2009. Il s'agit un album semi-acoustique composé de reprises et de chansons de l'album Air, pour lequel Anneke van Giersbergen a invité de nombreux artistes.

## Liste des titres
1. The Blowers Daughter (feat. Danny Cavanagh du groupe Anathema) (reprise de Damien Rice) (4:33)
2. Beautiful One (feat. Niels Geusebroek du groupe Silkstone) (5:55)
3. Wild Flowers (reprise de Frank Boeijen) (4:19)
4. Day After Yesterday (feat. Marike Jager) (3:43)
5. Come Wander With Me (feat. Kyteman) (reprise de Jeff Alexander) (3:34)
6. Valley of the Queens (feat. Arjen Anthony Lucassen du projet Ayreon) (reprise de Ayreon) (2:40)
7. To Catch a Thief (feat. John Wetton des groupes King Crimson et (Asia) (reprise de John Wetton et Geoff Downes) (5:46)
8. Ironic (reprise de Alanis Morissette) (3:54)
9. What's the Reason? (feat. Niels Geusebroek du groupe Silkstone) (reprise de Silkstone) (3:31)
10. Yalin (3:40)
11. Somewhere (feat. Sharon den Adel du groupe Within Temptation) (4:09)
12. Witnesses (1:49)
13. The Power of Love (reprise de Frankie Goes to Hollywood) (4:45)

## Invités
- John Wetton
- Danny Cavanagh
- Arjen Anthony Lucassen
- Sharon den Adel
- Marike Jager
- Niels Geusebroek
- Kyteman
- Marcel Verbeek
- Svetlana Tratch
- Dewi Kerstens
- Ewa Albering

## Classements
| Pays     | Meilleure Position |
| -------- | ------------------ |
| Pays-Bas | 42                 |